# 스지촌
스지촌(일본어: 須子村)은 일본 구마모토현 아마쿠사군에 설치되었던 촌이다. 

## 역사
- 1889년 4월 1일 - 정촌제 시행에 수반해 스지촌이 단독으로 지자체를 형성하였다.
- 1956년 9월 1일 - 구스호촌, 시마고촌, 오우라촌, 고쓰우라촌, 시모쓰우라촌, 아카사키촌과 합병해 아리아케촌이 성립하였다.

## 참고 문헌
- 「有明町史」1969年
- 角川日本地名大辞典編纂委員会, 『角川日本地名大辞典 43 熊本県』1987, 角川書店